# Top Star Tour
Der Top Star Tour ist ein sich drehendes Überkopffahrgeschäft, das von der italienischen Firma Soriani & Moser hergestellt wurde. Momentan sind zwei Fahrgeschäfte dieses Typs in Deutschland unterwegs, die von den Schaustellern Schmidt (unter dem Namen Transformer) und Kaiser (unter dem Namen Predator) betrieben werden.